# Televisioni locali della Liguria
Eitowers Liguria e Sbt Liguria sono due dei multiplex della televisione digitale terrestre presenti nel sistema DVB-T italiano.
RL Liguria 1 appartiene a EI Towers S.p.A. interamente posseduta da 2i Towers S.r.l., a sua volta controllata al 100% da 2i Towers Holding S.r.l., che è partecipata per il 40% da Mediaset e per il 60% da F2i TLC 1 S.r.l..
Sbt Liguria appartiene a Sbt.

## Copertura
Eitowers Liguria è una rete di primo livello disponibile in tutta la Liguria.
Sbt Liguria è una rete di secondo livello disponibile in tutta la Liguria, eccetto la provincia della Spezia.

## Frequenze
Eitowers Liguria trasmette sul canale 27 della banda UHF IV in tutta la Liguria.
Sbt Liguria trasmette sul canale 41 della banda UHF V in tutta la Liguria, eccetto la provincia della Spezia.

## Servizi

### Canali televisivi (Eitowers Liguria)
| LCN    | Canale                  | Note       |
| ------ | ----------------------- | ---------- |
| 10     | Primocanale HD          | FTA (HDTV) |
| 11     | TELENORD HD             | FTA (HDTV) |
| 12     | TELERADIOPACE 1         | FTA (HDTV) |
| 13     | Telecity Liguria        | FTA (HDTV) |
| 14     | TELEGENOVA              | FTA        |
| 15 615 | TLS TeleLiguriaSud      | FTA (HDTV) |
| 16     | Primocanale Primo Piano | FTA        |
| 17     | TELECOLOR               | FTA        |
| 18 71  | CANALE ITALIA Extra     | FTA        |
| 76     | VALENZA TV              | FTA (HDTV) |
| 79     | PRIMANTENNA             | FTA (HDTV) |
| 81     | LUNA TV                 | FTA (HDTV) |
| 83     | RETE 7 HD               | FTA (HDTV) |
| 85     | TELERADIOPACE 2         | FTA (HDTV) |

### Canali televisivi (Sbt Liguria)
| LCN | Canale               | Note       |
| --- | -------------------- | ---------- |
| 19  | TELECUPOLE           | FTA (HDTV) |
| 75  | Entella TV           | FTA (HDTV) |
| 77  | RADIO 104 TV         | FTA (HDTV) |
| 78  | TELERADIOPACE 3 NEWS | FTA (HDTV) |
| 80  | ITALIA 8 PRESTIGE    | FTA        |
| 82  | TELEREPORTER         | FTA        |
| 84  | Tv Yes               | FTA        |
| 90  | TRS                  | FTA        |
| 99  | AMALIGURIA           | FTA (HDTV) |
| 351 | 70-80                | FTA        |
| 942 | CARTOBALENO TV       | FTA (HDTV) |